# Удельная прочность
Уде́льная про́чность — предел прочности материала, отнесённый к его плотности. Показывает, насколько прочной будет конструкция при заданной массе.
Единица измерения — м²/с².
Удельная прочность характеризует весовую выгодность данного материала в виде стержня, работающего на растяжение-сжатие, по сравнению с другими материалами при одинаковой для всех материалов прочности. При этом вес стержня будет обратно пропорционален удельной прочности материала. Последнее положение безо всяких оговорок может применяться к стержням, работающим на растяжение, простому сжатию и сдвигу. В случаях сгиба, кручения и продольного изгиба, формулы удельной прочности базируются на дополнительном условии геометрического подобия сечений стержней из сравниваемых материалов. Следовательно, при равной прочности более легким по массе будет стержень, материал которого имеет большую удельную прочность.
Удельная прочность материалов особенно важна для авиастроения, ракетостроения, космических аппаратов. Поэтому, она приводится в характеристиках при выборе материала для конструктивных элементов летательных аппаратов. Чем больше удельная прочность материала, тем меньшую массу может иметь элемент конструкции, работающий на растяжение или сжатие. При выборе материала для элемента с заранее заданной формой поперечного сечения (а иногда и определёнными размерами), работающим на изгиб, продольный изгиб или кручение, необходимо использовать математические выражения, определяющие удельную прочность при этих видах нагрузок.
Если разделить удельную прочность на ускорение свободного падения, то получится максимальная длина нити из материала постоянного сечения, которая в однородном гравитационном поле может висеть вертикально вниз, без обрыва под своим собственным весом. Для сталей эта длина составляет величину до 26 км.

## Удельная прочность при растяжении конструкционных материалов
| Материал                                             | Допустимое напряжение, МПа | Плотность, г/см³ | Удельная прочность, (кН·м/кг | Длина разрыва от собственного веса, км | Источник      |
| ---------------------------------------------------- | -------------------------- | ---------------- | ---------------------------- | -------------------------------------- | ------------- |
| Бетон                                                | 12                         | 2,30             | 4,35                         | 0,44                                   |               |
| Резина                                               | 15                         | 0,92             | 16,3                         | 1,66                                   |               |
| Медь                                                 | 220                        | 8,92             | 24,7                         | 2,51                                   |               |
| Бронза                                               | 580                        | 8,55             | 67,8                         | 6,91                                   | [ 3 ]         |
| Нейлон                                               | 78                         | 1,13             | 69,0                         | 7,04                                   | [ 4 ]         |
| Дуб                                                  | 90                         | 0,78—0,69        | 115—130                      | 12—13                                  | [ 5 ]         |
| Полипропилен                                         | 25—40                      | 0,90             | 28—44                        | 2,8—4,5                                | [ 6 ]         |
| Магний                                               | 275                        | 1,74             | 158                          | 16,1                                   | [ 7 ]         |
| Алюминий                                             | 600                        | 2,80             | 214                          | 21,8                                   | [ 8 ]         |
| Нержавеющая сталь                                    | 2000                       | 7,86             | 254                          | 25,9                                   | [ 8 ]         |
| Титан                                                | 1300                       | 4,51             | 288                          | 29,4                                   | [ 8 ]         |
| Бейнит                                               | 2500                       | 7,87             | 321                          | 32,4                                   | [ 9 ]         |
| Бальса                                               | 73                         | 0,14             | 521                          | 53,2                                   | [ 10 ]        |
| Стальная проволока Scifer                            | 5500                       | 7,87             | 706                          | 71,2                                   | [ 9 ]         |
| Углепластик                                          | 1240                       | 1,58             | 785                          | 80,0                                   | [ 11 ]        |
| Нитка паутины                                        | 1400                       | 1,31             | 1069                         | 109                                    |               |
| Волокно карбида кремния                              | 3440                       | 3,16             | 1088                         | 110                                    | [ 12 ]        |
| Стекловолокно                                        | 3400                       | 2,60             | 1307                         | 133                                    | [ 8 ]         |
| Базальтовое волокно                                  | 4840                       | 2,70             | 1790                         | 183                                    | [ 13 ]        |
| Железный вискер перетином 1 мкм                      | 14 000                     | 7,87             | 1800                         | 183                                    | [ 9 ]         |
| Вектран                                              | 2900                       | 1,40             | 2071                         | 211                                    | [ 8 ]         |
| Kevlar49                                             | 3000                       | 1,44             | 2083                         | 212                                    | [ 14 ]        |
| Углеродное волокно (AS4)                             | 4300                       | 1,75             | 2457                         | 250                                    | [ 8 ]         |
| Сверхвысокомолекулярный полиэтилен высокой плотности | 3600                       | 0,97             | 3711                         | 378                                    | [ 15 ]        |
| Полимер Zylon                                        | 5800                       | 1,54             | 3766                         | 384                                    | [ 16 ]        |
| Углеродные нанотрубки                                | 62 000                     | 0,037—1,34       | более 46 268                 | более 4716                             | [ 17 ] [ 18 ] |
| Колоссальные углеродные трубки                       | 6900                       | 0,116            | 59 483                       | 6066                                   | [ 19 ]        |